# Lignes d'autobus du TEC Brabant wallon
Lignes d'autobus du TEC Brabant wallon.

## Lignes actuelles

### Lignes régulières

#### W Bruxelles - Braine-l'Alleud
Mise en service en  1964 par la Société nationale des chemins de fer vicinaux (SNCV) en remplacement de la ligne de tramway W Bruxelles - Braine-l'Alleud - Wavre.